# لييف موتر
لُيَيْفات مُوَتَّرة أو ليفات وتريّة هي هياكلٌ بروتينية سيتوبلازمية في الأنسجة الظهارية التي تتلاقى في الجسيمات الرابطة وشقوقها. تتكون من لييفاتٍ دقيقةٍ في الخلايا الظهارية المثبتة في الهيكل الخلوي. اكتشفها رودولف هايدنهاين [الإنجليزية]، ووصفها لويس أنطوان رانفييه لأول مرة بالتفصيل عام 1897.

## التركيب
اللييفات الموتَّرة هي خيوط متوسطة كيراتينية تُشكل اللييفات الموترة في النسيج الظهاري. تدور هذه اللييفات في الخلايا الظهارية عبر الجسيمات الرابطة. لقد تطور المجهر الإلكتروني الآن لتوضيح اللييفات الموتَّرة بشكل أكثر وضوحًا.
يُعتقد أن بروتين فيلاغرين يُصنع في بروتين سليفي عملاق يُسمى سليفة الفيلاغرين (أكثر من 400 كيلو دالتون في البشر). عندما يرتبط الفيلاغرين بخيوط الكيراتين المتوسطة؛ فإنه يتسبب في تراكم اللييفات الكبيرة.